# Talas
Talas (rusky Талас) je řeka v Talaské oblasti v Kyrgyzstánu (horní tok) a v Žambylské oblasti v Kazachstánu (dolní tok). Je 661 km dlouhá. Povodí má rozlohu 52 700 km², z čehož na horskou část připadá 9240 km².

## Průběh toku
Vzniká soutokem řek Karakol a Učkošoj, které stékají ze svahů hřbetů Kyrgyzský Alatau a Talaský Alatau. Teče mezihorskou dolinou mezi oběma hřbety na západ až do Kirovské přehrady. Pod přehradou se stáčí na severozápad a pod městem Taraz (dříve Džambul) na severovýchod. Pak protéká rovinatou písečnou pouští Mujunkum. Vytváří velký oblouk kdy mění směr ze severovýchodního na západní. V době velkých vodních stavů dosahuje bezodtokého slaného jezera Akžar. Při malém stavu vody se ztrácí v poušti.

## Vodní stav
Zdroj vody je ledovcovo-sněhový. Nejvyšší vodnosti dosahuje od konce dubna do začátku září. Průměrný roční průtok je:
| místo            | říční km | plocha povodí | průměrný průtok | stoletá voda |
| ---------------- | -------- | ------------- | --------------- | ------------ |
| horní tok        | 555      |               | 15,7 m³/s       |              |
| nad městem Taraz | 444      |               | 27,4 m³/s       |              |

Led se objevuje od prosince do března, ale stálá ledová pokrývka se nevytváří.

## Využití
Na rovině se využívá pro zavlažování. Na Talasu u obce Kirovskoe v Kyrgyzstánu byla vybudována Kirovská přehrada. Na řece leží města a vesnice Čat Bazar, Talas, Kirovskoe, Pokrovka (Kyrgyzstán) a Taraz (dříve Džambul), Mihajlovka, Sarybylak, Ždanovo, Ujyk (Kazachstán).

## Historie
V roce 751 na řece Talas došlo k bitvě mezi arabským Abbásovským chalifátem a Tchangskou Čínou.